# یاستژنبیا (شهرستان وادوویتسه)
یاستژنبیا (به لاتین: Jastrzębia) یک روستا در لهستان است که در گمینا لانتسکورونا واقع شده‌است. یاستژنبیا ۵۵۰ نفر جمعیت دارد.